# Hyphinoe placida
Hyphinoe placida är en insektsart som beskrevs av Ernst Friedrich Germar. Hyphinoe placida ingår i släktet Hyphinoe och familjen hornstritar. Inga underarter finns listade i Catalogue of Life.